# Colpochila clara
Colpochila clara är en skalbaggsart som beskrevs av Blackburn 1906. Colpochila clara ingår i släktet Colpochila och familjen Melolonthidae. Inga underarter finns listade i Catalogue of Life.